# Carlos Marzal
Carlos Marzal, anomenat en realitat Carlos Navarro Marzal (València, 1961) és un dels principals representants de la poesia de l'experiència, que va dominar la lírica espanyola en els anys 80 i 90. Nombrosos crítics inclouen també en aquest grup l'obra d'autors com Luis García Montero, Felipe Benítez Reyes o Vicente Gallego.
Llicenciat en Filologia Hispànica per la Universitat de València, durant els seus deu anys d'existència va codirigir Quites, revista de literatura i toros. L'obra poètica de Marzal aconsegueix el seu punt de major èxit amb la publicació de Metales pesados, poemari que després de la seva publicació aconsegueix els premis Nacional de Poesia i de la Crítica. L'any 2003 va obtenir el Premi Antonio Machado de Poesia i en 2004 el XVI Premi Internacional de Poesia Fundació Loewe per la seva obra Fuera de mí. Ha debutat en la narrativa amb la novel·la Los reinos de la casualidad (Tusquets, 2005), considerada com la millor novel·la de l'any pel suplement El Cultural del periòdic El Mundo.
Ha traduït del valencià l'obra poètica d'Enric Sòria Andén de cercanías (Pre-Textos, 1995).

## Publicacions

### Poesia
- El último de la fiesta (Renacimiento, 1987)
- La vida de frontera (Renacimiento, 1991)
- Los países nocturnos (Tusquets, 1996)
- Poemas, Universidad de las Islas Baleares, 1997
- Metales pesados (Tusquets, 2001).
- Poesía a contratiempo (antologia a càrrec d'Andrés Neuman; Maillot Amarillo, 2002).
- Sin porqué ni adónde (antologia a càrrec de Francisco Díaz de Castro; Renacimiento, 2003).
- Fuera de mí (XVI Premi de Poesia Fundación Loewe; Visor, 2004).
- El corazón perplejo (poesia completa; Tusquets, 2005).
- Ánima mía, Barcelona, Tusquets, 2009
- Los otros de uno mismo, Universidad de Valladolid, 2009

### Narrativa
- Los reinos de la casualidad (Tusquets, 2005).
- Con un poco de suerte, Diputación Provincial de Málaga, 2006
- Los pobres desgraciados hijos de perra , Tusquets, 2011 (finalista del premi Setenil).

### Assaig
- amb Fernando Manso, Manso: fenomenología de la niebla, Mecenazgo Interartístico Arte Veintiuno, 2006
- El cuaderno del polizón, Pre-Textos, 2007.
- Electrones (aforismes), Granada, Cuadernos del Vigía, 2007
- Heptálogo para jóvenes poetas, Centro de Profesores y Recursos de Cuenca, 2009
- Sebastián Nicolau: de lo tangible y lo intangible, Valencia, Fundación Bancaja, 2010

## Premis
- Premi de la Crítica de poesia castellana (2001)
- Premi Nacional de poesia de les Lletres Espanyoles (2002)
- Premio de Poesía Antonio Machado (2003)
- XVI Premio Internacional de Poesía Fundación Loewe (2004)